# Karol Sosnowski
Karol Sosnowski (ur. 1 marca 1919, zm. 2 września 2015 we Wrocławiu) – polski lekarz specjalista chorób płuc, profesor, nauczyciel akademicki. W latach 1967–1989 był kierownikiem Katedry i Kliniki Gruźlicy Płuc, a w latach 1981–1982 sprawował funkcję prorektora ds. nauki Akademii Medycznej we Wrocławiu.
Zmarł 2 września 2015 roku. Został pochowany na cmentarzu św. Rodziny przy ul. Smętnej we Wrocławiu.

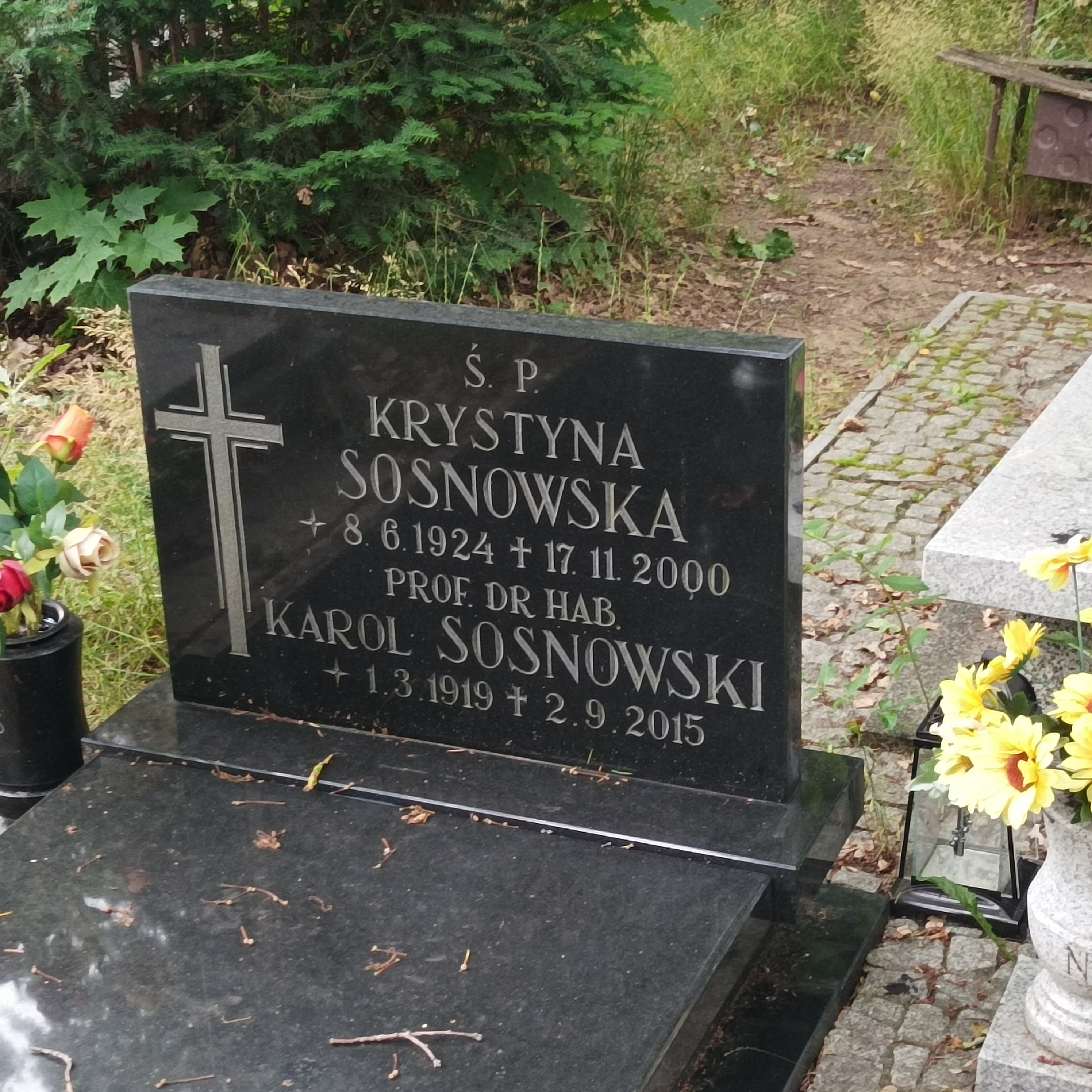
Grób prof. Karola Sosnowskiego na Cmentarzu Świętej Rodziny